# الویس (فیلم ۱۹۷۹)
الویس (به انگلیسی: Elvis) عنوان فیلمی به کارگردانی جان کارپنتر و محصول سال ۱۹۷۹ است. این فیلم درباره بخشی از زندگی سلطان فقید راک اند رول یعنی الویس پرسلی ساخته شده است.

## بازیگران
- کرت راسل در نقش الویس پرسلی
- شلی وینترز - گلادیس پریسلی
- سیزن هابلی - پریسیلا پریسلی
- بینگ راسل - ورنون پریسلی